# Oggetti magici di Shannara
Elenco degli oggetti magici di Shannara, ciclo di romanzi fantasy scritto da Terry Brooks, suddivisi per romanzo.

## Il primo re di Shannara
Di seguito l'elenco degli oggetti magici nel romanzo Il primo re di Shannara:
- La Spada di Shannara: la Spada di Shannara è un talismano magico forgiato dal druido Bremen e da Urprox Screl, il miglior fabbro delle Terre del Sud, per sconfiggere il Signore degli Inganni. L'arma mostra la verità su se stessi e sul proprio avversario, e Brona avendo fondato la propria esistenza sulla menzogna ne fu annientato, condannandolo alla distruzione.

- Le Storie dei Druidi: è la cronaca della storia del vecchio e del nuovo mondo. Viene custodito a Paranor ed è protetto da alcune magie.

- La Pietra Nera: detto pietra nera degli elfi, è un potente artefatto elfico custodita nella fortificazione della Fauce Magna risalente all'epoca Faerie. Ha il potere di sovvertire le altre magie, qualunque ne sia la forma, e di volgerle a vantaggio di chi la impiega, per quanto sia potente o complessa la magia dell'avversario. Con la Pietra Nera degli Elfi si può dominare i poteri magici del nemico facendoli passare a te. Ha un potere incredibile e terribile: durante il combattimento la Pietra assorbe gli attacchi magici dell'avversario, ritorcendoglieli contro e amplificandoli in maniera sproporzionata. Il talismano, simile ad un diamante totalmente nero, viene menzionato per la prima volta ne Il primo re di Shannara. Qui l'anima di Galaphile ordina a Bremen di recuperarlo per evitare che cada in mano del Signore degli Inganni. Il druido Tay Trefenwyd insieme all'amico Jerle Shannara parte alla ricerca della pietra, protetta in un antichissimo castello in mezzo ai monti Kensrowe e dopo varie difficoltà riesce a recuperarla, ma venendo intercettati da un battaglione di gnomi capitanati da un Messaggero del Teschio, Tay è costretto ad utilizzarla, sacrificando la sua vita per distruggere i nemici. Giunta al sicuro, Jerle affida la Pietra a Bremen e disgustato dalla morte del suo amico per colpa di quel talismano, gli dice di non volerla più vedere. Successivamente riappare nel ciclo degli Eredi. Qui l'anima di Allanon ordina a Walker Boh di ritrovare la Pietra Nera per riportare nel mondo la fortezza di Paranor (esiliata in un'altra dimensione da Allanon 300 anni prima per evitare che cadesse in mano alle Mortombre). Il druido, studiando un libro datogli da Cogline, pensa che la Pietra si trovi nella Cripta dei Re, ma lì viene morso da un Asphinx (un serpente il cui veleno pietrifica) e perde il braccio destro. Successivamente insieme a Morgan Leah, Viridiana (figlia del Re del Fiume Argento) e Pe Ell (un assassino), giunge alla Pietra Nera: essa è posseduta da un essere di Faerie, Uhl Belk, che vive in una città tramutata in pietra e invasa da mostri. Dopo un'aspra battaglia e una precipitosa fuga in cui Pe Ell uccide Virirdiana e viene poi ucciso a sua volta, finalmente Walker ottiene la Pietra e la usa per annullare il sigillo imposto da Allanon e far ritornare Paranor in questo mondo.

- L'Eilt Druin: è un monile raffigurante la mano che sorregge una fiaccola, indossato per la prima volta dal fondatore dell'ordine dei druidi Galaphile, e poi passato da un capo dell'ordine all'altro fino ad Athabasca, capo dell'ordine al momento della caduta ad opera del Signore degli Inganni poco prima della Seconda guerra delle razze. Dopo la morte di Athabasca, viene recuperato da Bremen che lo fa incastonare nella Spada di Shannara, conferendole il potere della verità. Il nome "Eilt Druin", significa infatti in elfico "Dalla conoscenza il potere".

## La Spada di Shannara
Di seguito l'elenco degli oggetti magici nel romanzo La Spada di Shannara:
- Le Pietre magiche: le Pietre magiche della ricerca, ovvero quelle azzurre, vengono date dal druido Allanon a Shea Ohmsford quando parte per la ricerca della Spada di Shannara. Verranno usate da Shea per la prima volta nelle montagne tra il regno di Leah e le Querce Nere per ritrovare il cammino. Grazie ad esse, Shea potrà distruggere i Messaggeri del Teschio riducendoli in cenere con il fuoco azzurro che esce dalle pietre. Le pietre sono tre: una per il corpo, una per la mente e una per il cuore. Per usarle bisogna raggiungere uno stato di concentrazione e di equilibrio tra quelle parti del corpo. Furono create insieme a molte altre pietre quando gli elfi possedevano ancora poteri magici e chi le utilizzava con un semplice sforzo di volontà poteva trovare l'obiettivo della sua ricerca ma doveva anche avere sangue elfo. Hanno una caratteristica comune anche alle altre pietre magiche ovvero proteggono dalla magia e da esseri nati da essa o dalla stregoneria. Egli essendo mezzo elfo non ebbe troppi problemi nel loro utilizzo

- La Spada di Shannara: la Spada di Shannara è un talismano magico forgiato dal druido Bremen e da Urprox Screl, il miglior fabbro delle Terre del Sud, per sconfiggere il Signore degli Inganni. L'arma mostra la verità su se stessi e sul proprio avversario, e Brona avendo fondato la propria esistenza sulla menzogna ne fu annientato, condannandolo alla distruzione.

- La Triplice Pietra: materiale di cui è composto il blocco dove è conficcata la Spada di Shannara a Paranor.

- L'Iride Nera: medaglione nero raffigurante una croce iscritta in un ovale. È uno dei massimi simboli di virtù tra il popolo dei Troll, assegnato solo ai membri più nobili. Kelset aveva ricevuto questa onorificenza.

- Il Travestimento da Gnomo: consistente in un unguento che Allanon applica sulla faccia di Flick per far assomigliare la sua carnagione all'incarnato giallastro di uno gnomo di modo da infiltrarsi nel campo nemico.

## Le Pietre Magiche di Shannara
Di seguito l'elenco degli oggetti magici nel romanzo Le Pietre Magiche di Shannara:
- Le Pietre magiche: le Pietre magiche della ricerca, ovvero quelle azzurre, vengono date da Shea Ohmsford a suo nipote Wil Ohmsford. Egli le userà per difendere Amberle dai demoni usciti dal Divieto. La magia si diffuse dentro di lui e passò ai suoi figli, che acquisirono la Canzone Magica. Wil decise di non dare più le Pietre Magiche a nessuno, in modo che non possano più essere usate. Avendo poco sangue elfico nelle vene Wil trova difficoltà nell'usarle.

- La Polvere Magica: usata da Allanon durante l'invasione dei demoni. Durante un attacco a sorpresa dei demoni di notte, Allanon per illuminare il campo di battaglia del passo del Baen Draw in modo da favorire elfi e uomini che fino ad allora combattevano al buio e alla cieca, il druido lancia in cielo questa polvere che si illumina di luce intensa.

- Il Ramo dell'Eterea: è il ramo bianco data dall'albero magico ad Allanon con cui combattere i demoni. Al tatto è caldo come se all'interno scorresse la vita.

- Il Bastone del Comando: è il bastone del Dagda Mor con cui il demone raggiunge una forza magica pari e superiore a quella di Allanon. Il Bastone è avvolto da fiamme rosse e il Dgda Mor muore solo dopo che gli viene tolto questo potente artefatto dal druido.

- L'Eterea: L'Eterea è una pianta nata dalla fusione di un essere umano con la terra nel Fuoco di Sangue e serve e mantenere i Demoni dietro il Divieto da lei imposto. La prima Eterea nacque in un'epoca remota grazie ad una potentissima magia. Quando questa sta per morire chiama come eletta una ragazza, Amberle Elessedil, mentre tutti gli Eletti sono sempre stati maschi. L'Eterea dev'essere per forza una donna. La prima Eterea dona ad Amberle il suo seme senza svelarle che deve unirsi ad esso. L'Eletta, arrivata al Fuoco di Sangue con il suo protettore Wil Ohmsford si immerge nel fuoco di Sangue, dove capisce il suo compito. Allora Amberle immerge il seme nel Fuoco e se lo porta al seno. Il seme e il Fuoco di Sangue diventano parte di lei e lei, tornata ad Arborlon, tocca l'Eterea morta e si trasforma in essa. Così rimanda i Demoni nel Divieto.

## La Canzone di Shannara
Di seguito l'elenco degli oggetti magici nel romanzo La Canzone di Shannara:
- L'Ildatch: è un manoscritto magico della saga di Shannara dello scrittore Terry Brooks. Viene citato per la prima volta nel terzo romanzo della trilogia originale di Shannara, La canzone di Shannara. L'Ildatch è un libro della magia nera caratterizzato da un potere enorme. Le sue origini non sono chiare, ma probabilmente apparve all'epoca della creazione della vita. Nel vecchio mondo, prima della comparsa degli Uomini, esistevano creature con poteri magici. Quelle malvagie, Demoni asserviti al Vuoto, furono imprigionate dietro le mura del Divieto e sono ritenute le responsabili della creazione del libro; quelle buone, emissari del Verbo, si persero nell'evoluzione delle razze, ad esclusione degli Elfi. Gli Elfi riuscirono ad impadronirsi del libro, ma alcuni furono irretiti dal suo potere al punto di essere annientati. Nonostante la decisione di distruggerlo, il libro scomparve. In seguito alle Grandi Guerre che distrussero il Vecchio Mondo, per secoli l'uomo fu ridotto ad un essere primitivo. I Druidi si riunirono nel Primo Consiglio di Paranor per preservare il sapere del Vecchio Mondo raccogliendo tutti i libri. Un giovane Druido chiamato Brona ritrovò l'Ildatch e ne venne irretito divenendo poi il Signore degli Inganni. Circondatosi di altri Driudi corrotti poi noti come Messaggeri del Teschio, Brona portò il male nelle Quattro Terre attraverso le tre Guerre delle Razze, fino ad essere definitivamente sconfitto da Shea Ohmsford con il potere della spada di Shannara. Ancora una volta il libro del male scomparve. Esso fu ritrovato da una setta di seguaci umani del Signore degli Inganni, aspiranti maghi che lo trasferirono nelle Terre dell'Est. Questa volta il potere del libro della magia nera trasformò gli uomini in Mortombre, che divennero i nuovi servi dell'Ildatch. Le Mortombre nascosero il libro nel mezzo della foresta palude chiamata Maelmord, rinchiuso in una torre in rovina. Qui sopraggiunse la giovane Brin Ohmsford, erede del potere di Shannara, che distrusse definitivamente l'Ildatch grazie alla canzone magica.

- La Spada di Leah: è un'arma appartenente alla famiglia reale di Leah, che viene trasmessa di padre in figlio, di generazione in generazione. Fu impugnata anche da Menion Leah ma è grazie ad Allanon che la spada assume proprietà magiche. Bagnata nelle acque del Perno dell'Ade, l'arma ebbe la facoltà di tagliare la magia e proteggere così il proprio possessore. In questo modo, Rone Leah riuscì a scortare Brin Ohmsford sino al Maelmord.

- La Polvere d'Argento: data dal Re del Fiume d'Argento a Jair Ohmsford. Jair la rovescia nella Sorgente del Cielo, fonte da cui nasce il grande fiume di modo da purificarlo dall'avvelenamento a opera delle Mortombre.

- La Sfera di Cristallo: artefatto dato dal Re del Fiume d'Argento sempre a Jair Ohmsford. Utilizzando la Canzone Magica Jair utilizza la sfera per controllare sua sorella.

- La Polvere Nera: utilizzata da Cogline nell'accampamento degli gnomi-ragno durante il recupero della Spada di Leah. Viene gettata dal vecchio nei fuochi per creare esplosioni e vampate. Reagisce come polvere da sparo.

- L'Unguento Magico: cosparso da Cogline sui nasi di Rone, Kimber e Brin per neutralizzare il senso dell'olfatto e sopportare l'odore delle fogne di Graymark.

- La Polvere Magica: usata dal vecchio Cogline per far arrugginire istantaneamente le grate di ferro nelle fogne di Graymark.

- La Polvere Luminosa: sostanza simile a quella utilizzata da Allanon nel libro precedente. Vengono cosparse le torce di questa sostanza che rilascia luce d'argento senza accendere un fuoco.

## Gli eredi di Shannara
Di seguito l'elenco degli oggetti magici nel romanzo Gli eredi di Shannara:
- La Spada di Shannara: è conservata nell'Abisso a Tyrsis e sarà recuperata da Par Ohmsford per combattere gli Ombrati.

- Lo Stiehl: è il pugnale magico trovato quasi per caso da Pe Ell. Possiede la capacità di tagliare qualunque sostanza e uccidere silenziosamente chiunque con un colpo solo.

## La regina degli Elfi di Shannara
Di seguito l'elenco degli oggetti magici nel romanzo La regina degli Elfi di Shannara:
- Il Loden: è una pietra magica che gli Elfi usarono per spostare la città di Arborlon dalle Terre dell'Ovest all'isola di Morrowindl. Essa è incastonata nello Scettro del re o della regina degli Elfi. Il padre di Ellenroh Elessedil, per fuggire all'oppressione della Federazione, usò il Loden per fuggire e per costruire la Chiglia, ovvero le mura magiche della città di Arborlon, come protezione dagli Ombrati. Ellenroh utilizzò il Loden per riportare Arborlon nelle Terre dell'Ovest, ma morì nel viaggio e il compito verrà portato a termine da Wren Elessedil, Regina degli Elfi e nipote di Ellenroh.

## Il Labirinto
Di seguito l'elenco degli oggetti magici nel romanzo Il Labirinto:
- La Pietra della Fenice: pietra magica data dal Re del Fiume d'Argento con cui la veggente Ryer Ord Star e il principe Ahren Elessedil riescono a rendersi invisibile agli occhi del supercomputer Antrax.

## La regina degli Straken
Di seguito l'elenco degli oggetti magici nel romanzo La regina degli Straken:
- Lo Scettro Nero: talismano concesso a Penderrin Ohmsford dopo il sacrificio della sua amata Cinnaminson tra le radici del Tanequil. Ha il potere di traslare nel mondo del Divieto, di far sbloccare la magia della Canzone, di tenere un drago a bada e di rintracciare un demone per le Quattro Terre. Perde ogni potere alla fine del libro.